# Vélines
Vélines est une commune française située dans le département de la Dordogne, en région Nouvelle-Aquitaine. De 1790 à 2015, la commune était le chef-lieu du canton de Vélines.

## Géographie

### Généralités
La commune est bordée au nord et à l'ouest par l'Estrop, un affluent la Dordogne.

### Communes limitrophes
Vélines est limitrophe de sept autres communes. Au sud, son territoire est distant d'environ 250 mètres de celui de Pessac-sur-Dordogne, en Gironde.
| Bonneville-et-Saint-Avit-de-Fumadières | Saint-Vivien | Montazeau, Nastringues   |
| Montcaret                              | Vélines      |                          |
| Saint-Seurin-de-Prats                  |              | Saint-Antoine-de-Breuilh |

### Géologie et relief

#### Géologie
Situé sur la plaque nord du Bassin aquitain et bordé à son extrémité nord-est par une frange du Massif central, le département de la Dordogne présente une grande diversité géologique. Les terrains sont disposés en profondeur en strates régulières, témoins d'une sédimentation sur cette ancienne plate-forme marine. Le département peut ainsi être découpé sur le plan géologique en quatre gradins différenciés selon leur âge géologique. Vélines est située dans le quatrième gradin à partir du nord-est, un plateau formé de dépôts siliceux-gréseux et de calcaires lacustres de l'ère tertiaire.
Les couches affleurantes sur le territoire communal sont constituées de formations superficielles du Quaternaire et de roches sédimentaires datant du Cénozoïque. La formation la plus ancienne, notée e6-7, se compose d'argiles à Palaeotherium, des argiles carbonatées silteuses versicolores à niveaux sableux (Bartonien supérieur à Priabonien inférieur continental). La formation la plus récente, notée CFp, fait partie des formations superficielles de type colluvions indifférenciées de versant, de vallon et plateaux issues d'alluvions, molasses, altérites. Le descriptif de ces couches est détaillé dans  la feuille « no 805 - Sainte-Foy-la-Grande » de la carte géologique au 1/50 000 de la France métropolitaine, et sa notice associée.

Carte géologique de Vélines.

#### Relief et paysages
Le département de la Dordogne se présente comme un vaste plateau incliné du nord-est (491 m, à la forêt de Vieillecour dans le Nontronnais, à Saint-Pierre-de-Frugie) au sud-ouest (2 m à Lamothe-Montravel). L'altitude du territoire communal varie quant à elle entre 10 mètres et 113 mètres,.
Dans le cadre de la Convention européenne du paysage entrée en vigueur en France le 1er juillet 2006, renforcée par la loi du 8 août 2016 pour la reconquête de la biodiversité, de la nature et des paysages, un atlas des paysages de la Dordogne a été élaboré sous maîtrise d’ouvrage de l’État et publié en octobre 2020. Les paysages du département s'organisent en huit unités paysagères,. La commune est dans le Bergeracois, une région naturelle présentant un relief contrasté, avec les deux grandes vallées de la Dordogne et du Dropt séparées par un plateau plus ou moins vallonné, dont la pente générale s’incline doucement d’est en ouest. Ce territoire offre des paysages ouverts qui tranchent avec les paysages périgourdins. Il est composé de vignes, vergers et cultures,.
La superficie cadastrale de la commune publiée par l'Insee, qui sert de référence dans toutes les statistiques, est de 10,47 km2,,. La superficie géographique, issue de la BD Topo, composante du Référentiel à grande échelle produit par l'IGN, est quant à elle de 10,73 km2.

### Hydrographie

#### Réseau hydrographique
La commune est située dans le bassin de la Dordogne au sein du Bassin Adour-Garonne. Elle est drainée par l'Estrop et le ruisseau de Lavergne et par divers petits cours d'eau, qui constituent un réseau hydrographique de 21 km de longueur totale,.
L'Estrop, d'une longueur totale de 17,8 km, prend sa source dans la commune de Port-Sainte-Foy-et-Ponchapt et se jette en rive droite de la Dordogne en limite de Saint-Antoine-de-Breuilh et de Saint-Seurin-de-Prats, face à Pessac-sur-Dordogne,. Il borde la commune au nord, à l'ouest et au sud-ouest sur plus de neuf kilomètres, face à Montazeau, Saint-Vivien, Bonneville-et-Saint-Avit-de-Fumadières, Montcaret et Saint-Seurin-de-Prats.
Son affluent de rive gauche le ruisseau de Lavergne sert de limite naturelle au sud sur près de deux kilomètres et demi, face à Saint-Antoine-de-Breuilh.

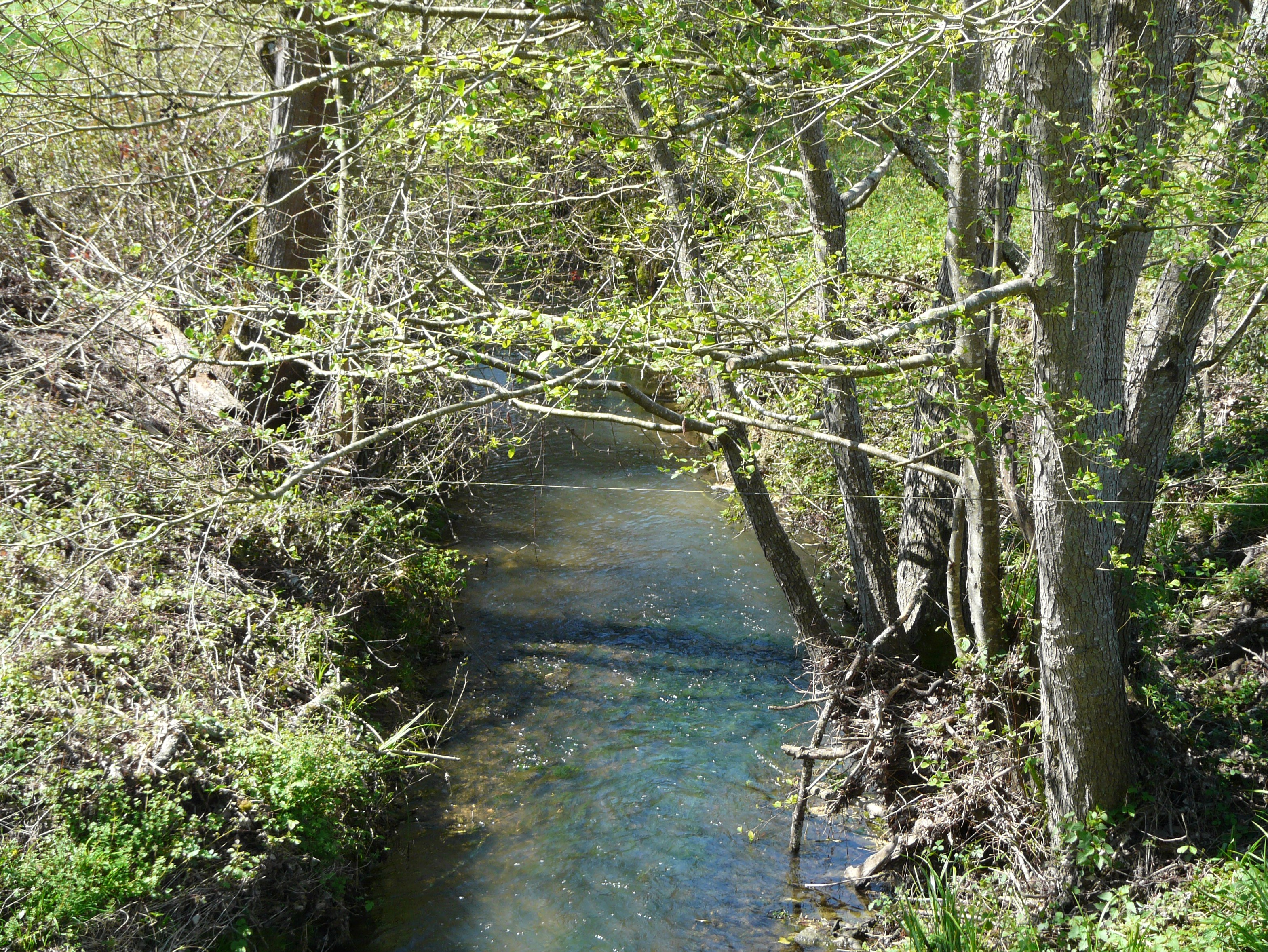
L'Estrop en aval du pont de la RD 11, en limite de Vélines (à gauche) et de Montazeau.
Réseaux hydrographique et routier de Vélines.

#### Gestion et qualité des eaux
Le territoire communal est couvert par le schéma d'aménagement et de gestion des eaux (SAGE) « Dordogne Atlantique ». Ce document de planification, dont le territoire correspond au sous‐bassin le plus aval du bassin versant de la Dordogne (aval de la confluence Dordogne - Vézère)., d'une superficie de 2 700 km2 est en cours d'élaboration. La structure porteuse de l'élaboration et de la mise en œuvre est l'établissement public territorial de bassin de la Dordogne (EPIDOR). Il définit sur son territoire les objectifs généraux d’utilisation, de mise en valeur et de protection quantitative et qualitative des ressources en eau superficielle et souterraine, en respect des objectifs de qualité définis dans le troisième SDAGE  du Bassin Adour-Garonne qui couvre la période 2022-2027, approuvé le 10 mars 2022.
La qualité des eaux de baignade et des cours d’eau peut être consultée sur un site dédié géré par les agences de l’eau et l’Agence française pour la biodiversité.

### Climat
Pour des articles plus généraux, voir Climat de la Nouvelle-Aquitaine et Climat de la Dordogne.
Historiquement, la commune est exposée à un climat océanique aquitain.  
En 2020, Météo-France publie une typologie des climats de la France métropolitaine dans laquelle la commune est exposée à un climat océanique et est dans la région climatique  Aquitaine, Gascogne, caractérisée par une pluviométrie abondante au printemps, modérée en automne, un faible ensoleillement au printemps, un été chaud (19,5 °C), des vents faibles, des brouillards fréquents en automne et en hiver et des orages fréquents en été (15 à 20 jours).
Pour la période 1971-2000, la température annuelle moyenne est de 12,9 °C, avec  une amplitude thermique annuelle de 14,8 °C. Le cumul annuel moyen de précipitations est de 834 mm, avec 11,5 jours de précipitations en janvier et 7,1 jours en juillet. Pour la période 1991-2020, la température moyenne annuelle observée sur la station météorologique la plus proche, située sur la commune de Port-Sainte-Foy-et-Ponchapt à 8 km à vol d'oiseau, est de 13,8 °C et le cumul annuel moyen de précipitations est de 809,4 mm,. Pour l'avenir, les paramètres climatiques de la commune estimés pour 2050 selon différents scénarios d’émission de gaz à effet de serre sont consultables sur un site dédié publié par Météo-France en novembre 2022.

## Urbanisme

### Typologie
Au 1er janvier 2024, Vélines est catégorisée commune rurale à habitat dispersé, selon la nouvelle grille communale de densité à 7 niveaux définie par l'Insee en 2022.
Elle appartient à l'unité urbaine de Montcaret, une agglomération intra-départementale dont elle est une commune de la banlieue,. La commune est en outre hors attraction des villes,.

### Occupation des sols
L'occupation des sols de la commune, telle qu'elle ressort de la base de données européenne d’occupation biophysique des sols Corine Land Cover (CLC), est marquée par l'importance des territoires agricoles (82,4 % en 2018), en diminution par rapport à 1990 (86,4 %). La répartition détaillée en 2018 est la suivante : 
cultures permanentes (47,1 %), zones agricoles hétérogènes (22,9 %), zones urbanisées (9,6 %), prairies (9,3 %), forêts (8 %), terres arables (3,1 %). L'évolution de l’occupation des sols de la commune et de ses infrastructures peut être observée sur les différentes représentations cartographiques du territoire : la carte de Cassini (XVIIIe siècle), la carte d'état-major (1820-1866) et les cartes ou photos aériennes de l'IGN pour la période actuelle (1950 à aujourd'hui).

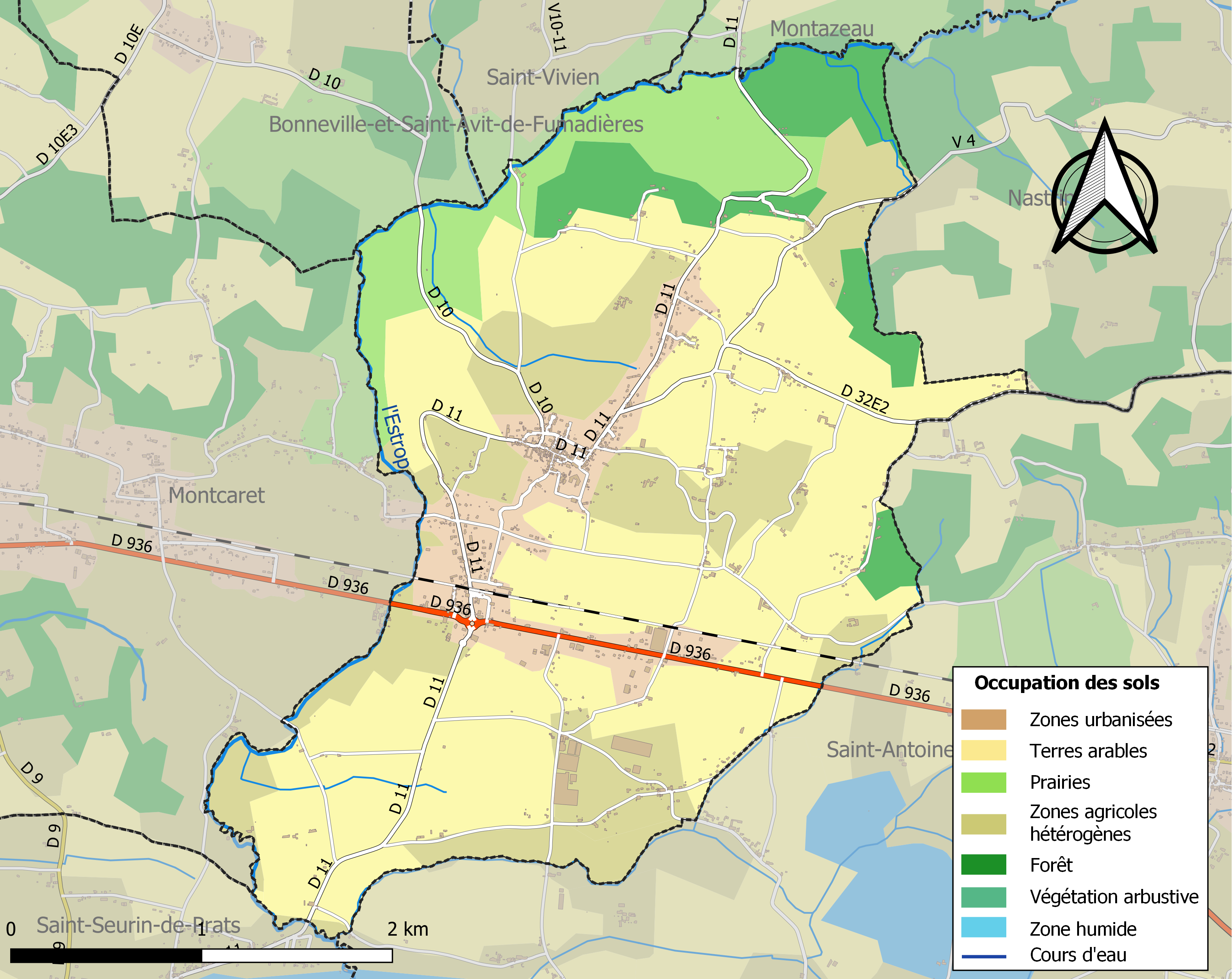
Carte des infrastructures et de l'occupation des sols de la commune en 2018 (CLC).

### Prévention des risques
Le territoire de la commune de Vélines est vulnérable à différents aléas naturels : météorologiques (tempête, orage, neige, grand froid, canicule ou sécheresse), inondations, feux de forêts, mouvements de terrains et séisme (sismicité très faible). Il est également exposé à un risque technologique, la rupture d'un barrage. Un site publié par le BRGM permet d'évaluer simplement et rapidement les risques d'un bien localisé soit par son adresse soit par le numéro de sa parcelle.

#### Risques naturels
Certaines parties du territoire communal sont susceptibles d’être affectées par le risque d’inondation par débordement de cours d'eau, notamment l'Estrop. La commune a été reconnue en état de catastrophe naturelle au titre des dommages causés par les inondations et coulées de boue survenues en 1982, 1986, 1993, 1996, 1999, 2000, 2005 et 2009,. Le risque inondation est pris en compte dans l'aménagement du territoire de la commune par le biais du plan de prévention des risques inondation (PPRI) de la « vallée de la Dordogne », couvrant 9 communes et approuvé le 19 décembre 2002, pour les crues de la Dordogne,.
Vélines est exposée au risque de feu de forêt. L’arrêté préfectoral du 14 mars 2013 fixe les conditions de pratique des incinérations et de brûlage dans un objectif de réduire le risque de départs d’incendie. À ce titre, des périodes sont déterminées : interdiction totale du 15 février au 15 mai et du 15 juin au 15 octobre, utilisation réglementée du 16 mai au 14 juin et du 16 octobre au 14 février. En septembre 2020, un plan inter-départemental de protection des forêts contre les incendies (PidPFCI) a été adopté pour la période 2019-2029,.

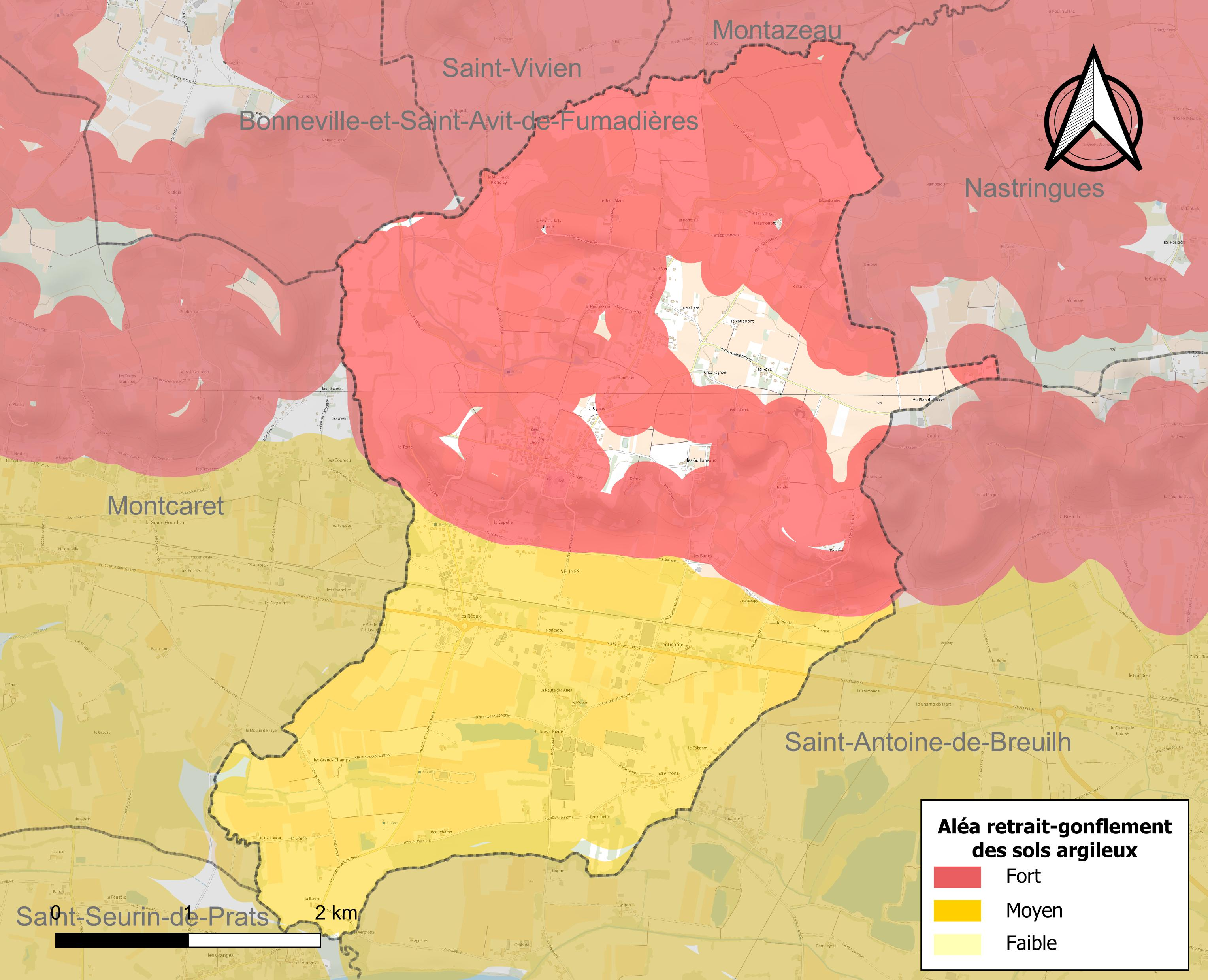
Carte des zones d'aléa retrait-gonflement des sols argileux de Vélines.

Les mouvements de terrains susceptibles de se produire sur la commune sont des tassements différentiels. Le retrait-gonflement des sols argileux est susceptible d'engendrer des dommages importants aux bâtiments en cas d’alternance de périodes de sécheresse et de pluie. 92,4 % de la superficie communale est en aléa moyen ou fort (58,6 % au niveau départemental et 48,5 % au niveau national métropolitain). Depuis le 1er octobre 2020, en application de la loi ÉLAN, différentes contraintes s'imposent aux vendeurs, maîtres d'ouvrages ou constructeurs de biens situés dans une zone classée en aléa moyen ou fort,.
La commune a été reconnue en état de catastrophe naturelle au titre des dommages causés par la sécheresse en 1989, 2005 et 2011 et par des mouvements de terrain en 1999.

#### Risque technologique
La commune est en outre située en aval du barrage de Bort-les-Orgues, un ouvrage de classe A situé dans le département de la Corrèze et faisant l'objet d'un PPI depuis 2009. À ce titre elle est susceptible d’être touchée par l’onde de submersion consécutive à la rupture de cet ouvrage.

## Toponymie
En occitan, la commune porte le nom de Velinas.
Le site de Vélines, au même titre que celui d'Eymet, présente plusieurs indices qui nous permettent de rattacher ce nom de lieu au souvenir d'une très ancienne dévotion.
Le premier point que nous observons dans ce toponyme c'est l'alternance du « b » et du « v » à l'initiale comme nous le démontre le relevé des formes anciennes : Balinas dans un pouillé du XIIIe siècle, Velinis à partir de 1342.
Balinas fait entrer ce nom dans une série de substantifs dérivés de Bélénos, le dieu éminent de l'époque gauloise. Jacques Lacroix dans son livre sur la Gaule des Dieux, mentionne un ruisseau près de Beaune appelé Aqua Belina en 1098, puis à Allègre la Font Beline, à Craponne-sur-Arzon une fontaine nommée la Belina, et enfin la Font-Belin, à Saint-Amand-Montrond (Cher). Tous ces noms découlant de Bélénos indiquent d'après lui d'anciens sanctuaires gaulois. Ajoutons à cette liste Belin-Beliet, près de Bordeaux, (Belinum, XIe siècle), qu'Albert Dauzat fait venir également de Bélénos. Et enfin, Beaune, Beleyme, Belnom (Bélénos magus), Blénod, ou plus près de nous en Dordogne Beleymas (Belemas, 1268).
Ces exemples démontrent parfaitement les différentes évolutions du nom Belenos. En conséquence, le cheminement graphique de Balinas > (B-V)elinis > Vélines, reste conforme aux règles phonétiques.
Le deuxième point que nous relevons vient argumenter cette thèse. Il s'agit de la position géographique de la ville de Vélines. Elle est proche de la limite du département de la Dordogne dont nous savons que les limites actuelles sont à quelques variantes près les mêmes que celles de la Civitas Pétrocoriorum (Territoire des Pétrocores). Nous avons déjà évoqué cette particularité dans notre étude sur Eymet. Pour mémoire : d'après le constat de Jacques Lacroix, l'implantation des lieux de culte est assez conséquente aux voisinages des frontières territoriales et des grandes voies de communication antique. La voie reliant Périgueux (Vésonne) à Bordeaux (Burdigala), traversait le site aux Réaux. La situation de Vélines colle donc à ces observations.
Le dernier point apporte la preuve formelle que le site de Vélines eut une occupation antique abondante : fragments de mosaïque aux lieux-dits Champs des Bardes, vestiges d'une « villa », entre les Bories-Hauts et Prentigarde ainsi que des éléments permettant d'identifier des thermes gallo-romains. La découverte de chapiteaux antiques, de tambours de colonnes, et surtout près de la RN 136, d'une tête de statue barbue surmontée de deux cornes de bélier s'enroulant au-dessus des oreilles, complètent cet inventaire. La tête de statue est attribuée à Jupiter-Ammon.
À tous ces indices vient s'ajouter un détail qui revêt une importance capitale dans le cas de Vélines. C'est le nom du titulaire et patron de la paroisse : saint Martin de Tours, dont nous savons qu'il fut l'un des plus illustres destructeurs de temples païens. Son patronage cache dans bien des cas un ancien lieu de culte.
Cette précision est d'autant plus probante si l'on s'en réfère à Beleymas, autre village du Périgord portant un nom dérivé de Bélénos, et dont le patron est également saint Martin de Tours.
L'importance religieuse de Vélines s'est prolongée au Moyen-Age. À partir du XIIIe siècle, le village est devenu le siège d'un archiprêtré composé d'une trentaine de paroisses. Auparavant cet archiprêtré portait le nom de Mont Revel, nom d'un ancien fief proche de Vélines qui a appartenu aux seigneurs de Bergerac.
Tous ces indices et toutes ces traces archéologiques réunis autour du nom Vélines ne peuvent pas être uniquement le fait du hasard. Aussi, même si les formes graphiques anciennes en notre possession ne remontent qu'au XIIIe siècle, la probabilité que ce toponyme dérive du nom du dieu gaulois Belenos, repose sur des bases aussi solides que celles dont on s'est servies pour faire venir Vélines du nom d'homme gallo-romain Velinus ou Vellinus. Étymologie inspirée par la doctrine toponymique de d'Arbois de Jubainville qui fait remonter l'origine de la plupart des toponymes à des noms d'hommes gaulois ou gallo-romains.
Nous sommes conscients que la restitution de l'origine d'un nom à partir de formes bien postérieures à la formation supposée du toponyme reste un exercice périlleux qui fait une large part à l'hypothèse. Cependant, si l'on arrive à réunir assez d'éléments concordants permettant d'identifier plus précisément l'étymon, on en réduit d'autant la part de l'hypothèse. Après, ce n'est plus qu'une question d'appréciation. Sachant que dans la majorité des cas, aucun document précis ne peut confirmer l'étymologie.

## Histoire
Vélines fut le siège d'un archiprêtré à partir du XIIIe siècle. Il se composait de trente paroisses, et portait auparavant le nom de Montrevel.

## Politique et administration

### Rattachements administratifs
Dès 1790, la commune de Vélines est le chef-lieu du canton de Vélines qui dépend du district de Mussidan jusqu'en 1795, date de suppression des districts. En 1801, le canton est rattaché à l'arrondissement de Bergerac.
Dans le cadre de la réforme de 2014 définie par le décret du 21 février 2014, ce canton disparaît aux élections départementales de mars 2015. La commune est alors rattachée au canton du Pays de Montaigne et Gurson, dont le bureau centralisateur est fixé à Port-Sainte-Foy-et-Ponchapt.

### Intercommunalité
Fin 2003, Vélines intègre dès sa création la communauté de communes de Montaigne en Montravel dont elle est le siège. Celle-ci est dissoute au 31 décembre 2012 et remplacée au 1er janvier 2013 par la communauté de communes Montaigne Montravel et Gurson dont elle est également le siège.

### Administration municipale
La population de la commune étant comprise entre 500 et 1 499 habitants au recensement de 2017, quinze conseillers municipaux ont été élus en 2020,.

### Liste des maires
| Période                                  | Période   | Identité               | Étiquette | Qualité |
| ---------------------------------------- | --------- | ---------------------- | --------- | --- |
| Les données manquantes sont à compléter. |           |                        |           | |
|                                          |           |                        |           | |
| 1960                                     | 1965      | Gérard Perrier         |           | |
|                                          |           |                        |           | |
| avant 1981                               | ?         | Jean Itey de Peironnin | DVG       | |
|                                          |           |                        |           | |
| 1995                                     | mars 2008 | Jean-Pierre Castanet   | DVD       | |
| mars 2008 (réélu en mai 2020)            | En cours  | Gilbert de Miras       | SE        | Artisan Président de la CC de Montaigne en Montravel (2008-2012) Vice-président de la CC de Montaigne Montravel et Gurson (depuis 2013) |

## Équipements et services publics

### Justice
En 2023, dans le domaine judiciaire, Vélines relève : 
- du tribunal judiciaire, du tribunal pour enfants, du conseil de prud'hommes et du tribunal de commerce de Bergerac ;
- du pôle Nationalité du tribunal judiciaire de Périgueux (compétent uniquement dans le domaine de la nationalité) ;
- de la cour d'appel, du tribunal administratif et de la  cour administrative d'appel de Bordeaux.

## Population et société

### Démographie
L'évolution du nombre d'habitants est connue à travers les recensements de la population effectués dans la commune depuis 1793. Pour les communes de moins de 10 000 habitants, une enquête de recensement portant sur toute la population est réalisée tous les cinq ans, les populations de référence des années intermédiaires étant quant à elles estimées par interpolation ou extrapolation. Pour la commune, le premier recensement exhaustif entrant dans le cadre du nouveau dispositif a été réalisé en 2004.

En 2022, la commune comptait 1 058 habitants, en évolution de −6,45 % par rapport à 2016 (Dordogne : +0,37 %, France hors Mayotte : +2,11 %).
| 1793 | 1800 | 1806 | 1821 | 1831 | 1836 | 1841 | 1846 | 1851 |
| ---- | ---- | ---- | ---- | ---- | ---- | ---- | ---- | ---- |
| 782  | 684  | 818  | 876  | 804  | 801  | 787  | 779  | 868  |

| 1856 | 1861 | 1866 | 1872 | 1876 | 1881 | 1886 | 1891 | 1896 |
| ---- | ---- | ---- | ---- | ---- | ---- | ---- | ---- | ---- |
| 874  | 853  | 861  | 873  | 904  | 861  | 840  | 821  | 887  |

| 1901 | 1906 | 1911 | 1921 | 1926 | 1931 | 1936 | 1946 | 1954 |
| ---- | ---- | ---- | ---- | ---- | ---- | ---- | ---- | ---- |
| 885  | 910  | 906  | 877  | 884  | 852  | 853  | 856  | 843  |

| 1962 | 1968 | 1975 | 1982 | 1990  | 1999  | 2004  | 2006  | 2009  |
| ---- | ---- | ---- | ---- | ----- | ----- | ----- | ----- | ----- |
| 838  | 937  | 929  | 918  | 1 068 | 1 093 | 1 153 | 1 164 | 1 104 |

| 2014  | 2019  | 2022  | - | - | - | - | - | - |
| ----- | ----- | ----- | - | - | - | - | - | - |
| 1 119 | 1 059 | 1 058 | - | - | - | - | - | - |

### Manifestations culturelles et festivités
- Rassemblement de véhicules anciens en mai (15e édition en 2025)[62].

## Économie

### Emploi
En 2015, parmi la population communale comprise entre 15 et 64 ans, les actifs représentent 468 personnes, soit 41,4 % de la population municipale. Le nombre de chômeurs (68) a diminué par rapport à 2010 (73) et le taux de chômage de cette population active s'établit à 14,5 %.

### Établissements
Au 31 décembre 2015, la commune compte 145 établissements, dont soixante-neuf au niveau des commerces, transports ou services, vingt-sept dans l'agriculture, la sylviculture ou la pêche, vingt-deux relatifs au secteur administratif, à l'enseignement, à la santé ou à l'action sociale, vingt dans la construction, et sept dans l'industrie.

### Entreprises
Dans le secteur agroalimentaire, parmi les entreprises dont le siège social est en Dordogne, la société « Alary frères » (cultures non permanentes) implantée à Vélines se classe en 28e position quant au chiffre d'affaires hors taxes en 2015-2016, avec 2 832 k€.

## Culture locale et patrimoine

### Lieux et monuments
- Église Saint-Martin de Vélines.
- Château de la Raye, XVIIIe siècle, classé.

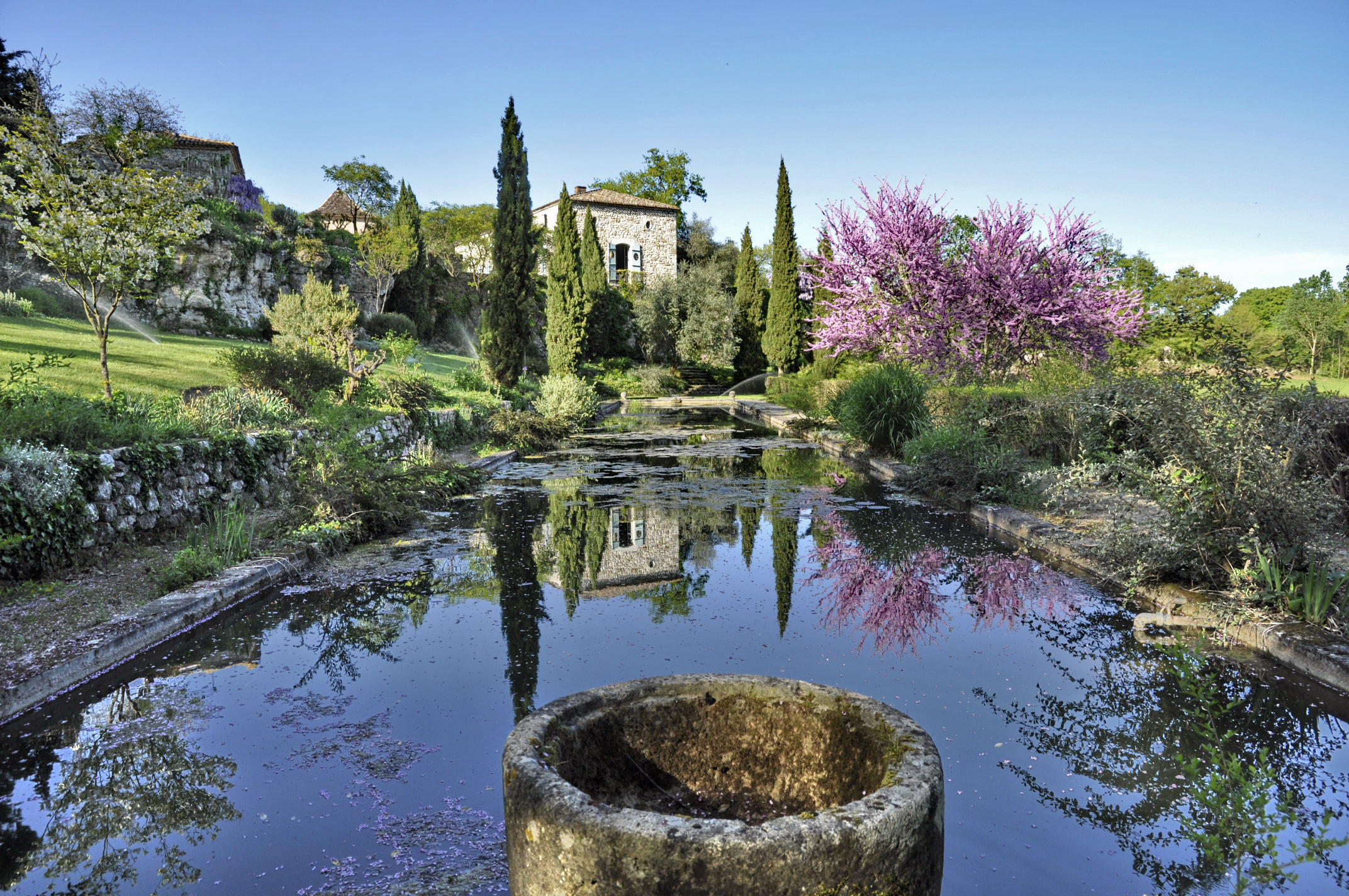
Le grand bassin des jardins de Sardy.

- Les jardins de Sardy sont des jardins créés autour d'une architecture du XVIIIe siècle d'inspirations anglaise et florentine.

### Personnalités liées à la commune
- Jean-Marc Furlan (1957-), entraîneur professionnel de football commence le football en junior au club de Vélines.

### Héraldique
| Blason de Vélines | Blason  | De gueules à un saint Martin à cheval donnant la moitié de son manteau à un pauvre, le tout d'or. |
| Blason de Vélines | Détails | Le statut officiel du blason reste à déterminer.                                                  |

## Pour approfondir